# Pintor de Madrid

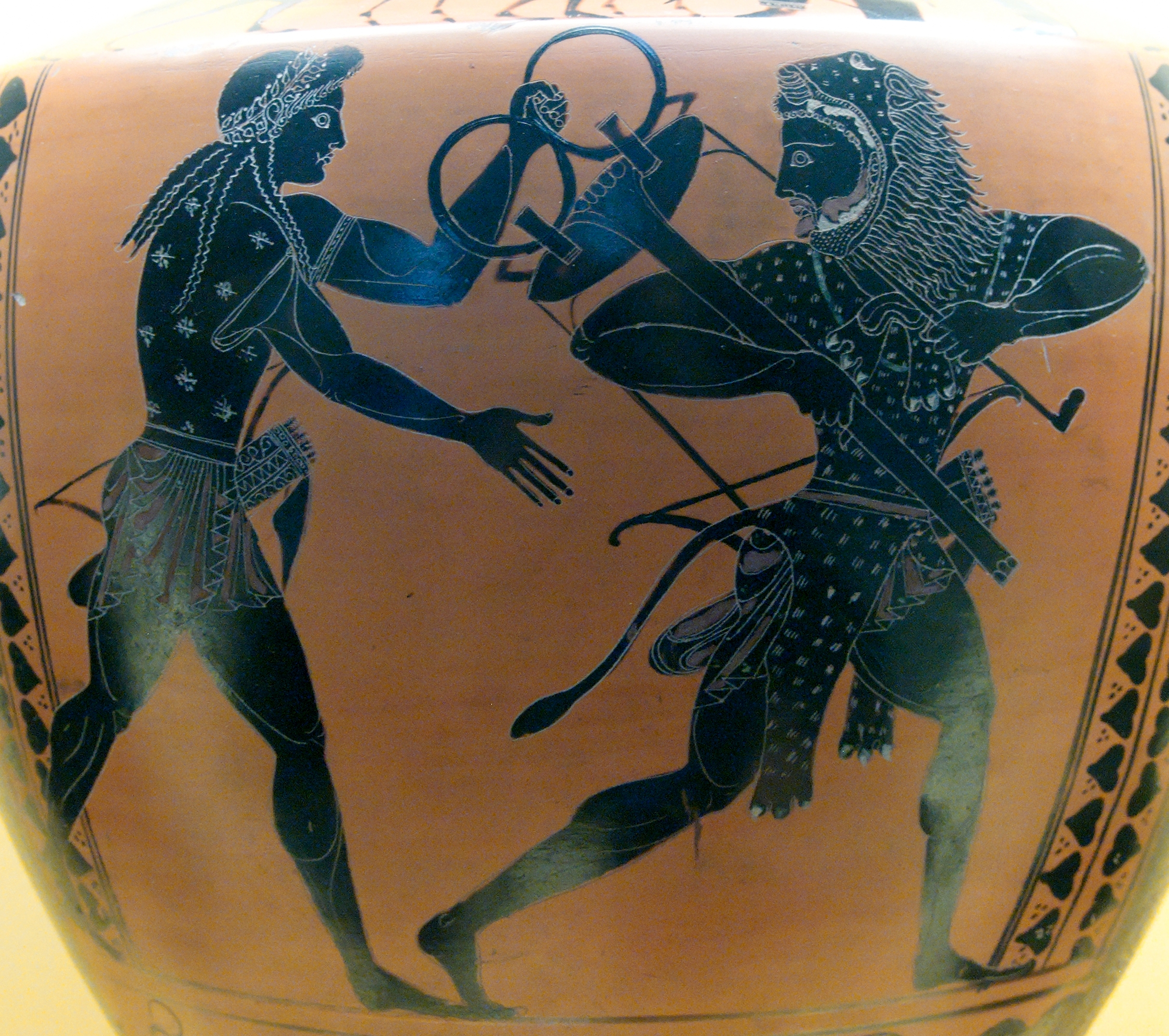
Disputa entre Apolo y Heracles por el trípode de Delfos. Cara A de una hidria ática, ~530 a. C. Madrid: Museo Arqueológico Nacional de España.

Como pintor de Madrid se conoce a quien pintó varias piezas de cerámica griega ática hacia el año 530 a. C. Su nombre convenido se relaciona con una vasija del Museo Arqueológico Nacional de España en Madrid.
Su actividad se encuadraría entre el período de cerámica de figuras rojas al de cerámica de figuras negras, y su obra se ve influenciada por nuevos desarrollos pero siguiendo antiguas tradiciones, así pinta detalles anatómicos y usa posturas influidas por nuevos estilos, por eso representa un escudo usando la perspectiva de escorzo o una pierna en vista frontal y otra en vista lateral en una figura del moribundo Cicno y en el mismo vaso muestra una antigua predela de friso animal.